# Ingrid Gross
Ingrid Gross (* 11. August 1924 in Flensburg; † 20. November 2004) war eine deutsche Kommunalpolitikerin (CDU), die 1978 als erste Frau zur Stadtpräsidentin der Stadt Flensburg ernannt wurde.

## Leben und Beruf
Gross machte 1942 ihr Abitur an der Auguste-Viktoria-Schule in Flensburg. Im Anschluss ging sie an eine Handelsschule in Hamburg, arbeitete danach im Reichsarbeitsdienst und als Kaufmännische Angestellte bei einer Flensburger Reederei. 1944 wurde sie zum Deutschen Roten Kreuz eingezogen und arbeitete bis 1946 als OP-Schwester.

## Politische Karriere
1966 trat Gross in die CDU ein, wo sie ab 1968 Vorstandsmitglied des CDU-Kreisverbandes Flensburg sowie Vorsitzende der CDU-Frauenvereinigung war. Ab 1970 war sie Ratsherrin in der Ratsversammlung der Stadt Flensburg. Von 1974 bis 1978 und ab 1986 war sie ehrenamtliche Stadträtin.
Die Ratsversammlung wählte Gross am 13. April 1978 mit 24 von 43 Stimmen zur Stadtpräsidentin, womit erstmals eine Frau in das Präsidium der Flensburger Ratsversammlung berufen wurde. In ihre erste Amtszeit fiel der Staatsbesuch der  dänischen Königin Margrethe II. in Flensburg und Südschleswig, als am 13. Juni 1978 der Grenzübergang Ellund an der Bundesautobahn 7 freigegeben wurde und im Anschluss im Flensburger Rathaus Margrethe II. und ihr Mann Prinz Henrik von Dänemark sowie der Bundespräsident Walter Scheel sich in das Goldene Buch der Stadt Flensburg eintrugen. Die Wiederwahl von Gross erfolgte am 1. April 1982 einstimmig. In ihre zweite Amtszeit fiel das 700-jährige Stadtjubiläum im Jahr 1984. Das Amt hatte sie bis zum 3. April 1986 inne.

## Vorstand
Ab 1978 war Gross Vorstandsmitglied im Deutschen Grenzverein und ab 1984 Vorstandsmitglied in der Gesellschaft für Flensburger Stadtgeschichte.

## Auszeichnungen
1980 erhielt Gross die Freiherr-vom-Stein-Gedenkmedaille. Am 25. November 1982 ernannte die in der Briesen-Kaserne in Flensburg-Weiche stationierte 294th USA Artillery Group Ingrid Gross zum „Partner in Peace“. 1986 erhielt sie die Verdiensturkunde der KPV (Kommunalpolitische Vereinigung der CDU) und das Große Verdienstkreuz.